# Päijänne Nationalpark
Päijänne Nationalpark (finsk: Päijänteen kansallispuisto) er en nationalpark i Finland i de sydlige dele af Päijänne-søen . Den består af 50 ubebyggede øer og dele af beboede øer. Nationalparken blev etableret i 1993 og har et areal på 14 km².